# Barricade (jeu vidéo)
Pour les articles homonymes, voir Barricade (homonymie).
Barricade est un jeu vidéo de l'éditeur RamTek, sorti sur borne d'arcade en 1976.

## Système de jeu
Repris depuis sur les téléphones portables, parfois sous le nom « tron-like », il a aussi servi pour le jeu de serpent (sur quasiment tous les supports).

## Suite
Barricade a connu une suite sortie en 1977 : Barricade II